# (1597) Laugier
(1597) Laugier ist ein Asteroid des Hauptgürtels, der am 7. März 1949 vom französischen Astronomen Louis Boyer in Algier entdeckt wurde.
Benannt ist der Asteroid nach der französischen Astronomin Marguerite Laugier.